# Serghei Gheorghiev
Serghei Gheorghiev (in russo Сергей Георгиев?, Sergej Georgiev; Chirsova, 20 ottobre 1991) è un calciatore bulgaro naturalizzato moldavo, centrocampista dell'Univer-Oguzsport.

## Palmarès

### Club

#### Competizioni nazionali
- Campionato moldavo: 7

Sheriff Tiraspol: 2008-2009, 2009-2010, 2010-2011, 2011-2012, 2012-2013, 2013-2014, 2015-2016
- Coppa di Moldavia: 3

Sheriff Tiraspol: 2008-2009, 2009-2010, 2014-2015
- Supercoppa di Moldavia: 5

Sheriff Tiraspol: 2009, 2013, 2014, 2015, 2016

#### Competizioni internazionali
- Coppa dei Campioni della CSI: 1

Sheriff Tiraspol: 2009